# 直齋書錄解題
《直齋書錄解題》，私人藏書目錄，南宋陳振孫撰，56卷。

## 著者概述
陳振孫幼年好学，性喜藏书，“尝于《班书》志传录出诸诏，与纪中相附，以便览阅”。嘉熙二年（1238年）陳振孫在臨安（今杭州）開始編撰此書，晚年退休時，仍繼續購書、抄書不綴，分經、史、子、集4錄，53類，收書多達3039種，超过晁公武的《郡齋讀書志》一倍，甚至藏量超过了国家书目《中兴馆阁书目》。《直齋書錄解題》與《郡齋讀書志》齊名，被譽私家書目的“雙璧”。周密稱：“近年惟直齋陳氏書最多，蓋嘗仕於莆，傳錄夾漈鄭氏、方氏、林氏、吳氏舊書至五萬一千一百八十余卷，且仿《讀書志》作解題，極其精詳。”

## 內容主旨
原書五十六卷已佚，《永樂大典》收錄有此書，清初修《四庫全書》時編為22卷。卷一：〈易〉；卷二 :〈书〉、〈诗〉、〈礼〉；卷三：〈春秋〉、〈孝经〉、〈语孟〉、〈谶纬〉、〈经解〉、〈小学〉；卷四 :〈正史〉、〈别史〉、〈编年〉、〈起居注〉；卷五：〈诏令〉、〈伪史〉、〈杂史〉、〈典故〉；卷六：〈职官〉、〈礼注〉、〈时令〉；卷七：〈传记〉、〈法令〉；卷八：〈谱牒〉、〈目录〉、〈地理〉；卷九：〈儒家〉、〈道家〉；卷十：〈法家〉 、〈名家〉、〈墨家〉 、〈纵横家〉 、〈农家〉 、〈杂家〉；卷十一：〈小说家〉；卷十二：〈神仙〉、〈释氏〉、〈兵书〉、〈历象〉、〈阴阳家〉、〈十筮形法〉；卷十三：〈医书〉；卷十四：〈音乐〉、〈杂艺〉、〈类书〉；卷十五：〈楚辞〉、〈总集〉；卷十六：〈别集〉上；卷十七：〈别集〉中；卷十八：〈别集〉下；卷十九：〈诗集〉上；卷二十：〈诗集〉下；卷二十一：〈歌词〉；卷二十二：〈章奏〉、〈文史〉 。每录之下有大序一篇，惜已随原書佚亡，今只剩其中九类有小序。乾隆四十三年（1704年），盧文弨以四庫館本爲基礎，校以“元本”殘卷兩種，撰《新订直斋书录解题》，恢复原書次第，“据之定为五十六卷”。 
《直齋書錄解題》本身的图书分類继承传统目录的分類，最明顯就是效法《郡齋讀書志》。但亦有其創見，如提出“語孟類”，自《汉书·艺文志》以来，历代都把《孟子》列入子部儒家类。《直齋書錄解題》把《孟子》與《論語》合爲“語孟類”，書中解釋說“天下學者咸曰孔孟。孟子之書固非荀、揚以降所可同日語也。……故今合爲一類。”。其他還有别史、诏令、法令、时令、音乐等新的类目，事實上是改《七录》的仪典为礼注，改法制为法令，《七录》之旧事及《新唐书·艺文志》之故事改为典故；另外《崇文总目》的岁时改为时令。每书写一篇叙录称之为解题，内容丰富，主要是推断撰述的时间，论考作者之时代 。《四库全书总目》推许说：“古书之不传于今者，得藉是以求其崖略；其传于今者，得藉是以辨其真伪，核其异同。亦考证之所必资，不可废也。”
《直齋書錄解題》也有不足之處，例如只是沿襲《汉书．艺文志》、《隋书·经籍志》的二級類目，不如《通志·艺文略》三級类目有12大類、82小類，小類再細分422种，更為完整。另外，《直齋書錄解題》亦未能反映出新式分類，如《郡斋读书志》和《遂初堂书目》的“史評”，《中興館閣書目》的“史抄”，還有其他如“紀事本末”等新體皆闕如。又如《春秋類事始末》本應列入“史部·紀事本末”，但《解題》未設此類，或該入“史部”，結果列入“經部”，是美中不足之處。